# Minoisk religion

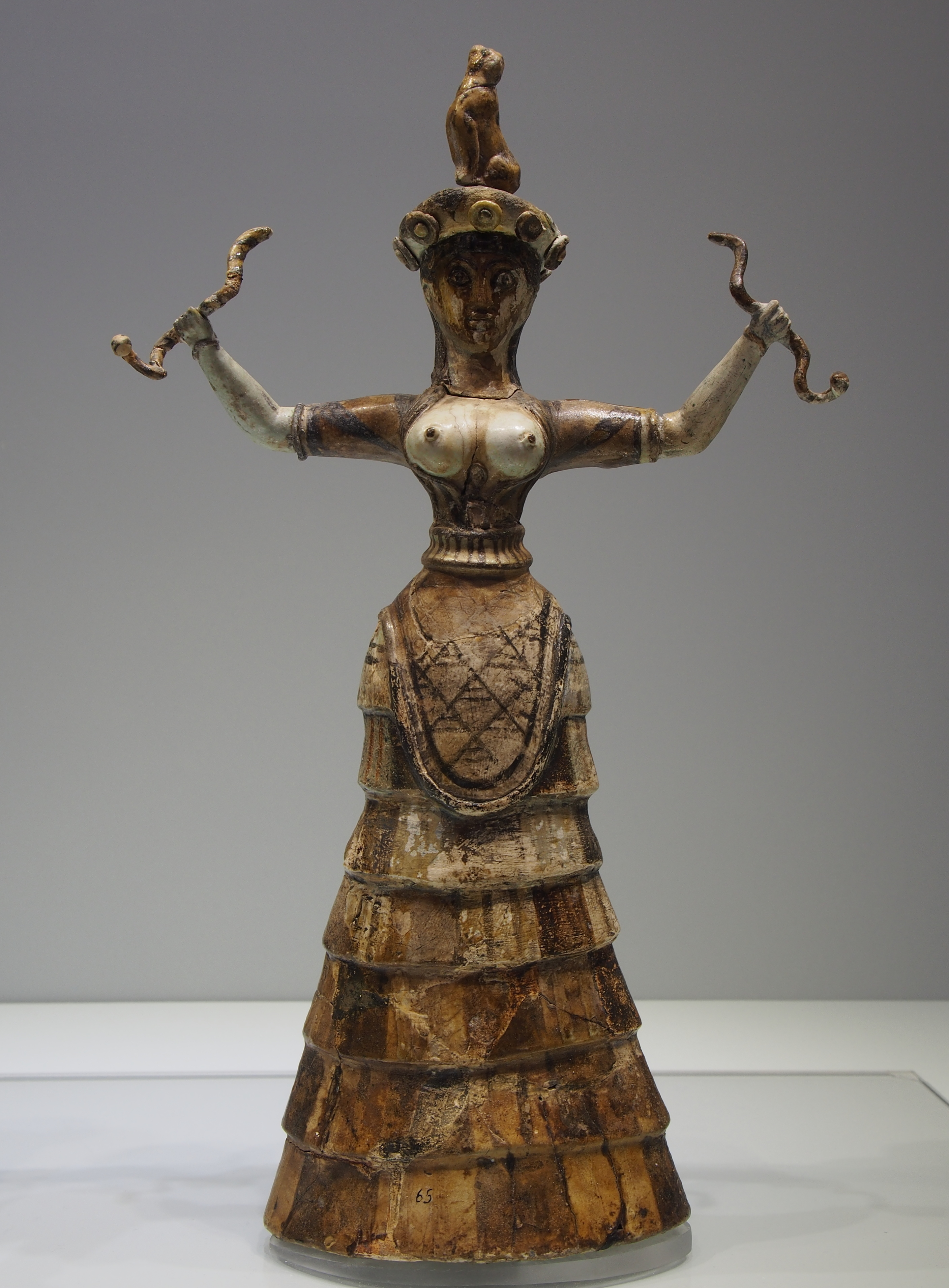
Gudinnan eller en av hennes prästinnor.

Minoisk religion var minoernas polyteistiska religion inom den minoiska kulturen under bronsåldern på Kreta.
Forskare har rekonstruerat den minoiska religionen på grundval av arkeologiska fynd. Minoisk religion har ansetts vara besläktad med religionen i det forntida Mesopotamien. Viktiga sakrala symboler var tjuren, horn, dybbelyxan och ormen. 
Dess centrala figur anses ha varit en fruktbarhetsgudinna. En yngre manlig figur som ofta associeras med henne kan ha varit en gud, som en gemål eller en son. Gudinnan åtföljdes av djur och andra varelser. Forskningen ansåg länge att gudinnan var den enda guden, men en senare uppfattning är att det fanns flera mindre gudar, som dock spelade en mindre roll. 
Gudinnan betjänades av prästinnor, och det har diskuterats vilka figuriner som representerar gudinnan och vilka som föreställer hennes prästinnor. 
De minoiska palatsen hade möjligen även ett religiöst syfte som tempel, och det fanns även heliga grottor och andra heliga platser i naturen: religionen som utövades i palatsen och allmänhetens naturreligion var möjligen mer eller mindre åtskild. 